# Võ Văn Đức
Võ Văn Đức (1831-?) là một võ sĩ. Ông là người xã Nông Sơn, tổng An Thái Thượng, huyện Diên Phước, phủ Điện Bàn, tỉnh Quảng Nam (nay thuộc huyện Điện Bàn tỉnh Quảng Nam). Ông là người văn võ song toàn, nổi danh một thời ở đất võ Bình Định. Ông đỗ Hoàng giáp võ (tên đầy đủ là đệ nhị giáp võ tiến sĩ) vào đời Tự Đức, cụ thể là vào năm 1865. Trước đó,cần nhớ rằng ông đã đỗ Cử nhân võ vào 10 năm trước đó, năm 1855.